# Доні Дубовець
46°01′ пн. ш. 16°32′ сх. д. / 46.01° пн. ш. 16.54° сх. д.
Доні Дубовець (хорв. Donji Dubovec) — населений пункт у Хорватії, у Копривницько-Крижевецькій жупанії у складі міста Крижевці.

## Населення
Населення за даними перепису 2011 року становило 34 осіб.
Динаміка чисельності населення поселення: